# Juin 2007

## Actualités du mois

### Vendredi1erjuin
- États-Unis : le FBI annonce avoir découvert un groupe suspecté de préparer un attentat contre les réserves de carburant de l'aéroport John F. Kennedy de New York. Les terroristes seraient quatre musulmans originaires de Trinité-et-Tobago et du Guyana[1].
- France : baptême d'Eugénie de Bourbon, fille de Louis-Alphonse de Bourbon et de Marie-Marguerite Vargas.

### Samedi2 juin
- Allemagne : à Rostock (Mecklembourg-Poméranie-Occidentale), plus de quatre-vingt mille personnes manifestent contre la mondialisation et contre le prochain sommet du G8 qui doit se tenir dans la station balnéaire de Heiligendamm du 6 au 8 juin.

### Dimanche3 juin
- Italie : Danilo Di Luca remporte la 90e édition du Tour d'Italie à Milan.
- Liban : Les combats entre l'armée libanaise et le Fatah al-Islam qui ont débuté au camp de Nahr al-Bared près de Tripoli, s'étendent au camp d'Aïn Héloué près de Saïda.

### Lundi4 juin 2007
- Colombie : À la demande expresse du Président français Nicolas Sarkozy, le Président Álvaro Uribe fait libérer Rodrigo Granda, un trotskiste et un des plus importants chefs des FARC dans l'espoir que cette libération favorisera la reprise du dialogue en vue de la libération de la franco-colombienne Íngrid Betancourt.
- Libéria-Sierra Leone : Le procès de l'ancien président Charles Taylor s'ouvre devant le Tribunal spécial pour la Sierra Leone, se tenant à La Haye. Il est accusé de crimes contre l'humanité et de crimes de guerre commis entre 1997 et 2000 sur le territoire du Sierra Leone.
- Russie : Le Président Vladimir Poutine, s'explique dans une interview donnée à huit journaux étrangers sur sa position au sujet de le déploiement du bouclier antimissile américain en Europe centrale. Il estime que la Russie a procédé à un désarmement unilatéral conformément au traité sur les armements conventionnels en Europe, alors que les Américains ont accumulé et déployé du matériel militaire en Roumanie, en Bulgarie et prochainement en Pologne et en République tchèque. Il pense que la Russie va devoir s'équiper en systèmes permettant de pénétrer le bouclier antimissile et que cette réciprocité va empêcher le rapprochement avec l'Union européenne.
- Tchéquie : Le président George W. Bush fait une escale politique en se rendant au sommet du G8.

### Mardi5 juin

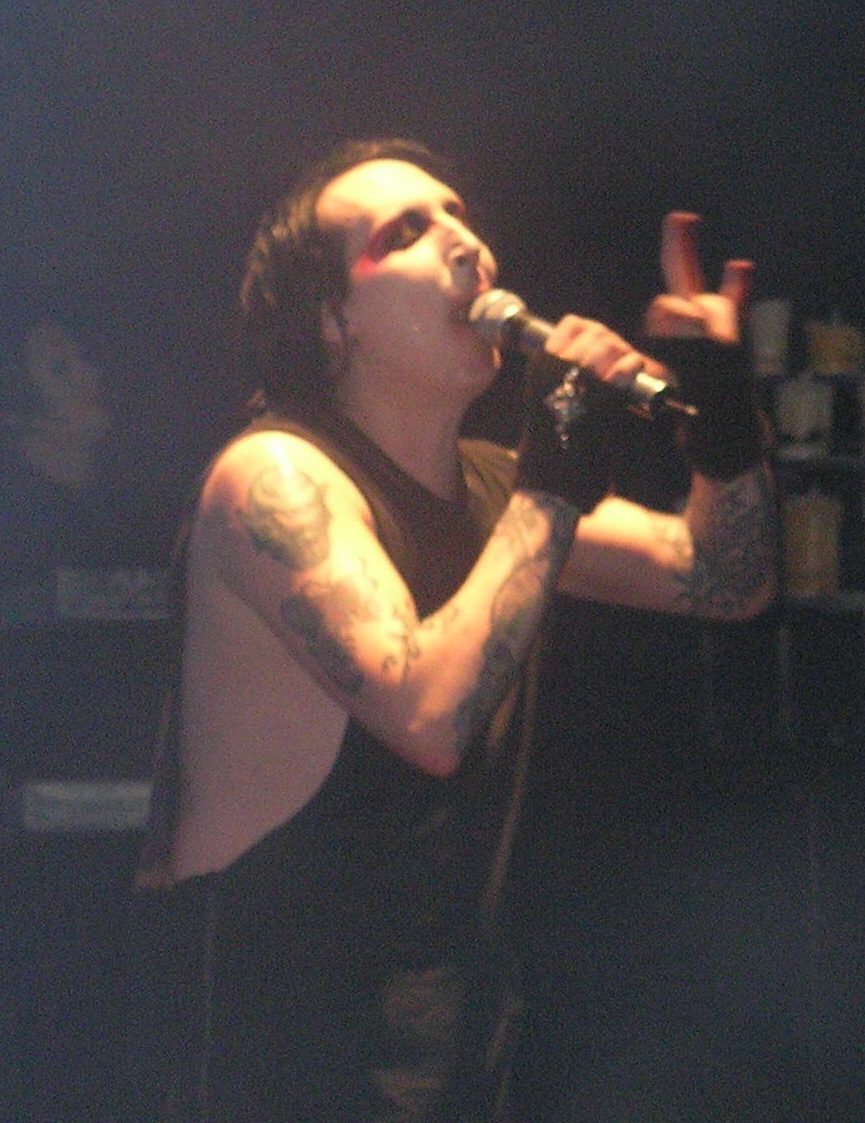
Marilyn Manson (2007)

- Musique : Sortie du dernier album de Marilyn Manson : Eat Me, Drink Me.
- Espagne : Le groupe terroriste ETA annonce la fin du cessez-le-feu qu'il observait depuis le 22 mars 2006. La rupture de la trêve sera effective le 6 juin à 0.00h. Pendant cette trêve, ETA a néanmoins commis un attentat à la voiture piégée dans le parking du terminal 4 de l'aéroport de Madrid-Barajas, faisant 2 morts et 19 blessés légers, le 30 décembre 2006.
- Italie : Au terme de 25 années de procédure, acquittement général pour insuffisance de preuves dans le procès sur la mort de Roberto Calvi. L'avocat général avait réclamé la prison à vie pour les quatre accusés. Roberto Calvi, président de la Banco Ambrosiano, avait été retrouvé pendu à Londres le 18 juin 1982, sous le pont de Blackfriars Bridge.

### Mercredi6 juin
- Le Costa Rica et la République de Chine (Taïwan) rompent leurs relations diplomatiques.
- Amérique du Nord : Les Ducks d'Anaheim remportent la Coupe Stanley.
- G8 : Sommet des chefs d'État ou de gouvernement des pays du G8 à Heiligendamm (Allemagne), pour discuter du réchauffement climatique et de l'aide à l'Afrique, jusqu'au 8 juin. L'accord sur la lutte contre les émissions de gaz à effet de serre ne fixe aucun objectif chiffré contraignant conformément au souhait du Président George W. Bush. D'autre part, le Président Vladimir Poutine propose aux américains d'utiliser la base russe de Gabala en Azerbaïdjan pour y installer du matériel militaire en relation avec le bouclier antimissile.

### Jeudi7 juin
- Afrique : Le nouveau ministre français des Affaires étrangères, Bernard Kouchner, effectue une tournée de visites officielles dans plusieurs pays : Mali (7 et 8 juin), Tchad (9 juin) et Soudan (10 juin) au sujet du Darfour.
- Palestine : Affrontements généralisés entre les miliciens du Fatah et ceux du Hamas, jusqu'au 14 juin. Le Hamas prend peu à peu le contrôle de toute la bande de Gaza.

### Vendredi8 juin

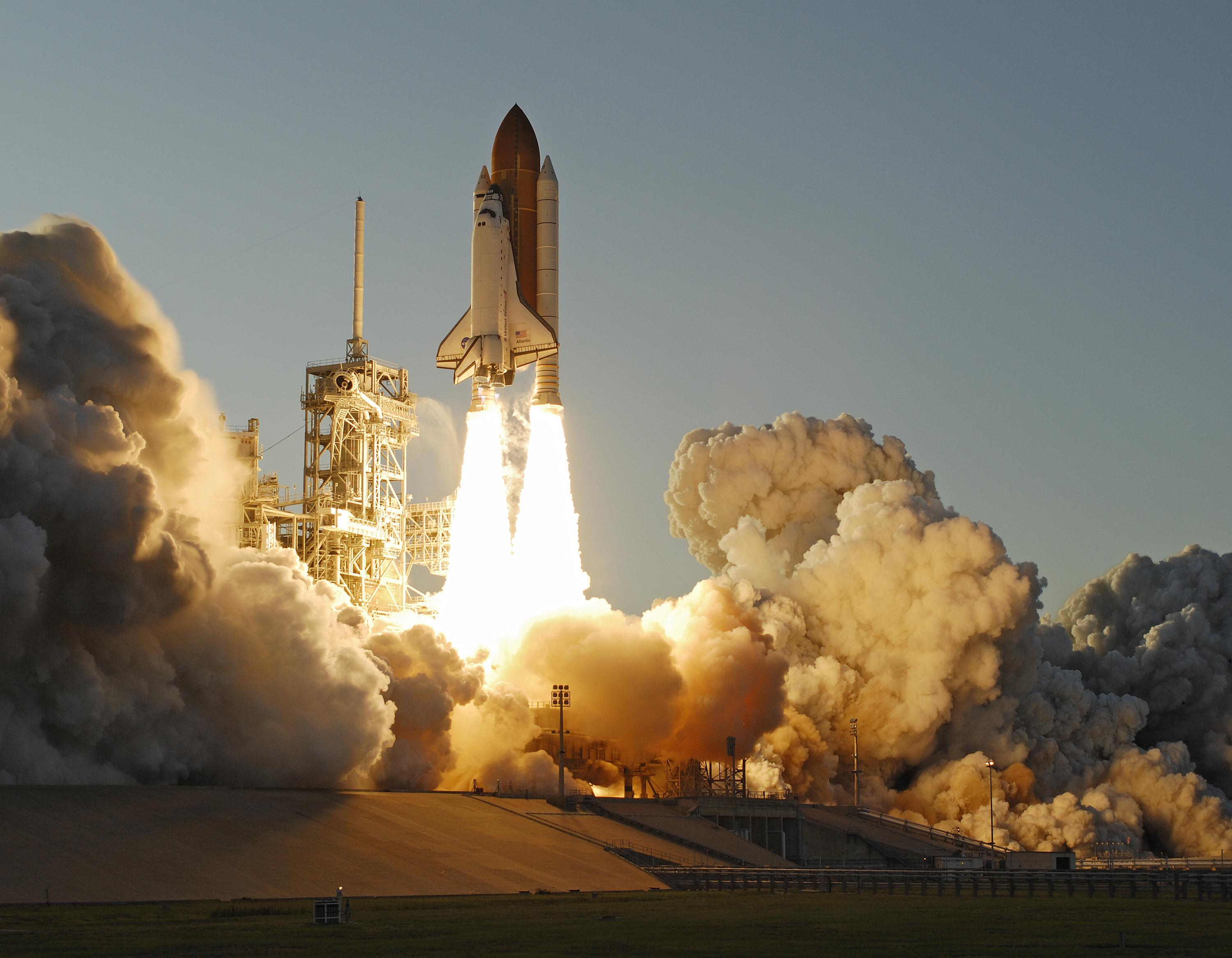
Décollage de la navette spatiale Atlantis, le 8 juin

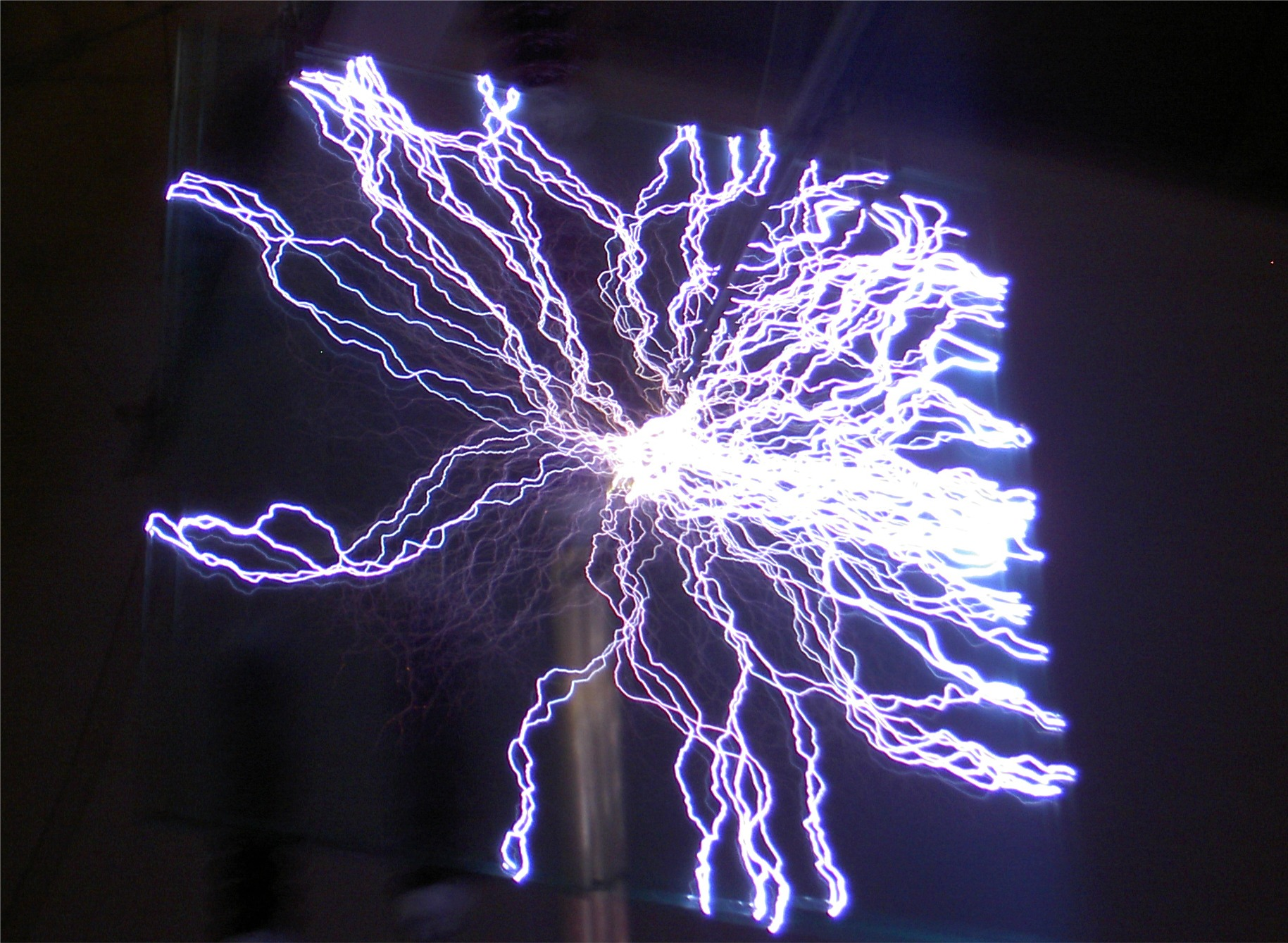
Décharge électrique sur une vitre

- Espace : Décollage de la navette spatiale américaine Atlantis pour la mission STS-117 à destination de l'ISS.
- Pologne : Visite du Président George W. Bush, de retour du sommet du G8.
- Science : Annonce de la découverte du transfert électrique sans fil. Marin Soljačić, chercheur croate découvre la WiTricité.
- La japonaise Riyo Mori est couronnée Miss Univers.

### Samedi9 juin
- Italie : Visite du Président George W. Bush, de retour du sommet du G8.
- France: Naissance malencontreuse d'Elise Voge.
- Sport : À Roland-Garros 2007, la Belge Justine Henin remporte pour la troisième année consécutive le tournoi féminin.
- Formule 1 : Au Canada, à Montréal, au Grand Prix de 2007, Lewis Hamilton remporte sa première pole position en Formule 1 en 1min15s707.

### Dimanche10 juin

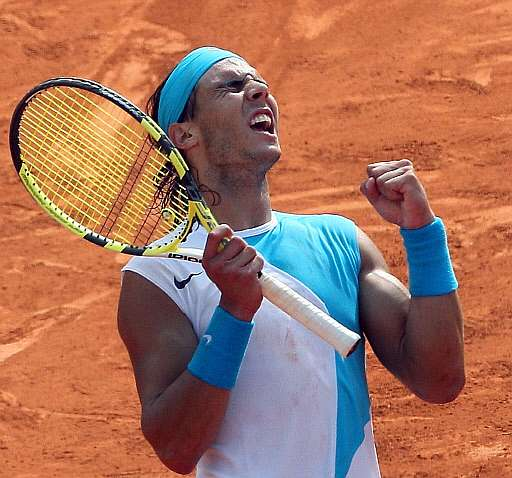
Rafael Nadal à Roland-Garros 2007

- Albanie : Visite du Président George W. Bush, de retour du sommet du G8. Dans une conférence de presse, en présence du Premier ministre albanais Sali Berisha, il rejette un « dialogue sans fin » avec la Russie et prône pour le Kosovo une indépendance rapide.
- Belgique : élections législatives fédérales. Recul du Part libéral du Premier ministre Guy Verhofstadt et du Parti socialiste flamand, montée du Parti chrétien-démocrate (campagne sur des thèmes régionaliste et identitaires) et du Vlaams Belang (populistes flamands).
- France :  
  - 1er tour des élections législatives en France avec un taux d'abstention, blancs et nuls de 41,45 % : UMP et apparentés 45,52 % des voix exprimées, PS et apparentés 27,67 %, MoDem 7,76 %, PC et apparentés 4,62 %, FN 4,29 %, Extrême-gauche 3,44 %, Verts 3,25 %, divers 3,04 %.
  - Mise en service du premier tronçon de la nouvelle ligne TGV Est entre Paris et Baudrecourt en Moselle. Le deuxième tronçon rejoindra Strasbourg.
- Liban : Les Nations unies créent un tribunal chargé de rechercher et de juger les auteurs présumés des crimes et assassinats politiques depuis 2004.
- Sport : À Roland-Garros 2007, l'Espagnol Rafael Nadal remporte pour la troisième année consécutive, la finale du tournoi masculin, en battant comme l'année précédente le no 1 mondial, le Suisse Roger Federer.
- Formule 1 : Au Canada, à Montréal, au Grand Prix de 2007, Lewis Hamilton remporte sa première victoire en Formule 1 en 1h44min11s292.

### Lundi11 juin 2007
- France : Lancement du TGV Est.

### Mardi12 juin
- Journée mondiale contre le travail des enfants, cette année en particulier dans l'agriculture.

### Mercredi13 juin
- Irak : Destruction des deux minarets de la mosquée d'Or de Samarra, dont le dôme avait déjà été détruit lors d'un premier attentat le 22 février 2006.
- Liban : À Beyrouth, un attentat à la voiture piégée cause la mort de Walid Eido, député de la majorité gouvernementale et de huit autres personnes. La Syrie est à nouveau mise en accusation.
- Palestine : Le journal britannique The Guardian révèle un rapport confidentiel de l'envoyé spécial des Nations unies au Moyen-Orient, Álvaro de Soto qui écrit que « les Américains ont poussé à une confrontation entre le Hamas et le Fatah ».

### Jeudi14 juin
- Palestine : à la suite de la mainmise par la force du Hamas sur la bande de Gaza, le Président de l'autorité palestinienne, Mahmoud Abbas, procède au limogeage du Premier ministre Ismaïl Haniyeh issu du Hamas. Il instaure l'état d'urgence et annonce des élections anticipées mais sans date fixe, alors que l'ex-Premier ministre limogé déclare que « le gouvernement existant va continuer à exercer sa mission ».

### Vendredi15 juin

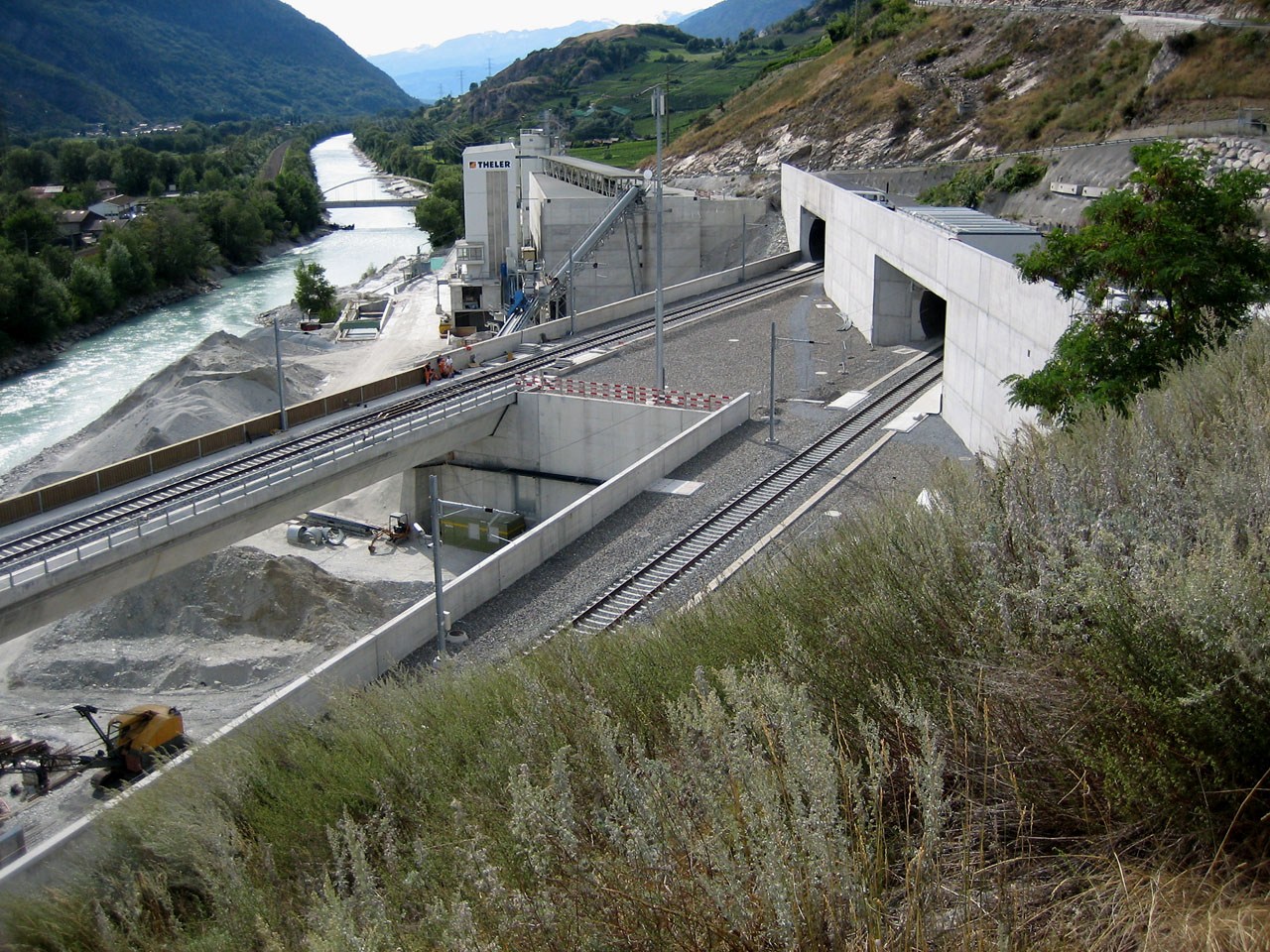
Portail sud du Lötschberg

- Espace : Les astronautes américains Jim Reilly et John D. Olivas effectuent une mission de réparation externe de la Station spatiale internationale.
- Palestine : Le Président de l'autorité palestinienne, Mahmoud Abbas, nomme le nouveau Premier ministre en la personne de Salam Fayyad qui était auparavant le ministre des Finances du gouvernement d'Union nationale. La communauté internationale reconnaît en majorité et rapidement ce nouveau gouvernement d'urgence dont le Hamas s'est désormais exclu.
- Suisse : Inauguration du Tunnel de base du Lötschberg — troisième tunnel ferroviaire le plus long du monde — d'une longueur de 34,6 kilomètres, dans les Alpes bernoises, où il relie les cantons de Berne et du Valais.

### Samedi16 juin
- France : Concert des Rolling Stones au Stade de France.
- Royaume-Uni : Inauguration du nouveau Stade de Wembley par le concert du groupe britannique de rock alternatif Muse.

### Dimanche17 juin

Ségolène Royal (mai 2007)

- Début de la canicule européenne de 2007.
- France : 
  - Second tour des élections législatives françaises avec un taux d'abstention, blancs et nuls de 43,43 % :  UMP et apparentés 323 sièges, PS et apparentés 205 sièges, MoDem sièges 0,57 %, PC et apparentés 18 sièges.
  - L'ancien Premier ministre Alain Juppé est battu en Gironde, par la candidate socialiste Michèle Delaunay (50,93 %). Ministre d'État de l'Écologie et du Développement durable du nouveau gouvernement, il annonce sa démission.
  - Ségolène Royal annonce officiellement sa rupture avec François Hollande, en fait cela faisait plusieurs années qu'ils étaient séparés dans la vie.
  - Durant la nuit, de violentes émeutes urbaines éclatent à Cergy dans le Val-d'Oise. Le centre-ville est saccagé, des policiers sont attaqués et des centaines de voitures sont incendiées. Cependant, hormis le quotidien, Le Parisien, aucun journal, aucune télévision, aucune radio, n'en fera mention, à l'exception du quotidien Le Monde dans son édition du 22 juin[2]
  - Septième victoire de l'équipe Audi aux 24 Heures du Mans devant l'équipe Peugeot-Total.
- Tchad : La France met en place un pont aérien en vue d'acheminer l'aide humanitaire destinée aux camps de réfugiés installés dans l'est du Tchad qui se montent à 240 000 personnes originaires du Darfour et à 150 000 Tchadiens chassés par les combats et les exactions.

### Lundi18 juin 2007
- France : Christophe Moreau remporte le Critérium du Dauphiné libéré.
- Concert des Rolling Stones, au stade de Gerland de Lyon[3].

### Mardi19 juin

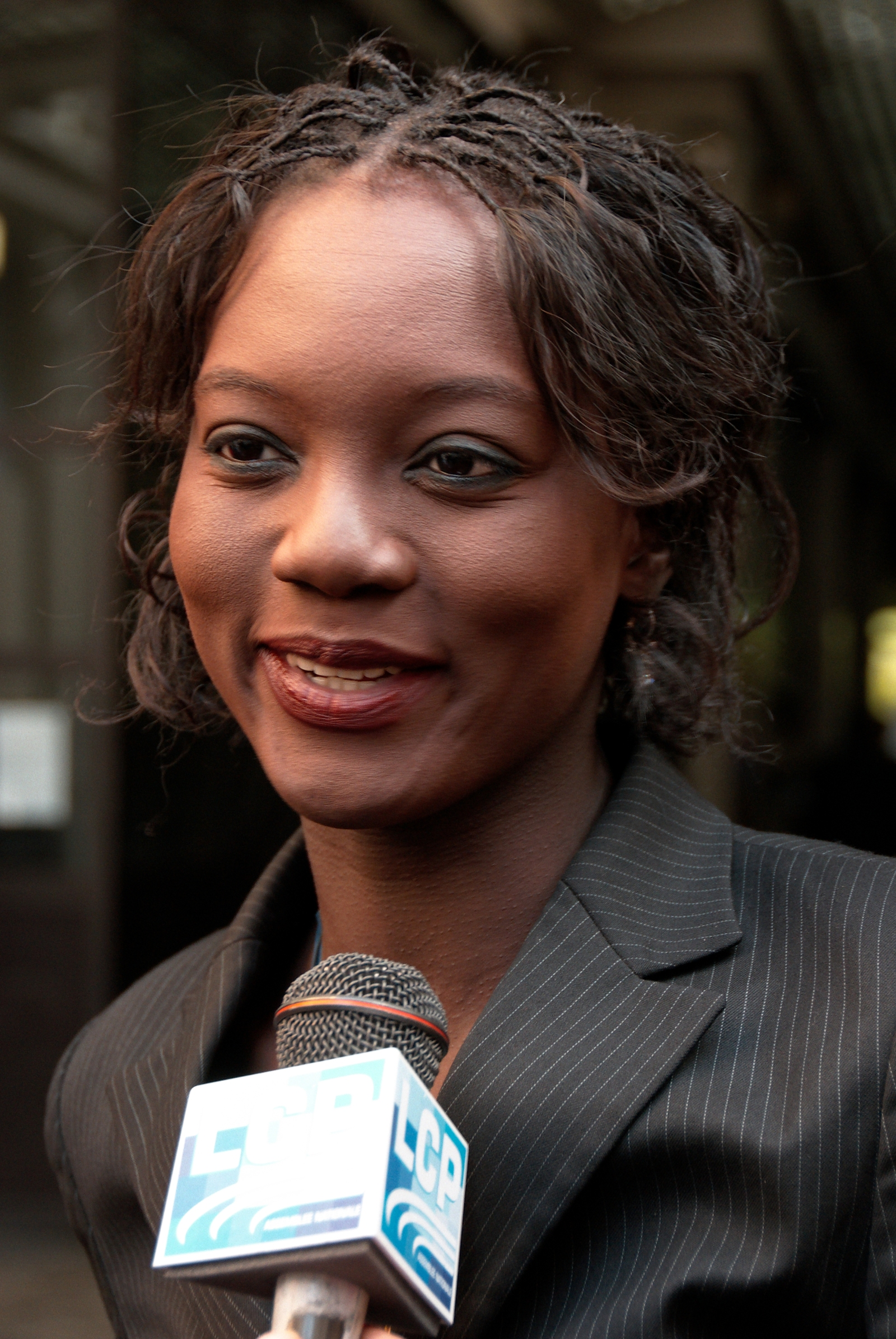
Rama Yade (mai 2007)

- France : Constitution du deuxième gouvernement Fillon. Quelques changements à la suite du départ du ministre d'État de l'Écologie et du Développement durable, Alain Juppé, remplacé par le ministre de l'Économie et des Finances, Jean-Louis Borloo, lui-même remplacé par la ministre de l'Agriculture, Christine Lagarde, elle-même remplacée par l'ancien Secrétaire européen Michel Barnier. Parmi les nouveaux arrivants : Le maire ex-PS de Mulhouse, Jean-Marie Bockel (Secrétaire d'État à la Coopération), la jeune femme d'origine sénégalaise, Rama Yade (Secrétaire d'État aux Affaires étrangères et aux Droits de l'homme) et la présidente de l'association « Ni putes ni soumises », Fadela Amara (Secrétaire d'État à la Politique de la ville).
- Lancement de YouTube en France.

### Mercredi20 juin
- France : Devant les élus UMP reçus au palais de l'Élysée, le président Nicolas Sarkozy déclare vouloir « remettre la France en mouvement », expliquant que les réformes qu'il entend mettre en œuvre n'ont de sens que dans leur ensemble, que le redressement du pays ne passe pas par telle mesure ou telle autre mais par la cohérence d'un tout. Il est dans ce sens en rupture avec la vision de l'ancien président qui préférait entreprendre les réformes, les unes après les autres.
- États-Unis : Sortie mondiale de l'iPhone par la firme Apple.

### Jeudi21 juin
- Union européenne : À Bruxelles, ouverture du sommet des chefs d'État et de gouvernement des vingt-sept pays membres de l'Union européenne, jusqu'au 23 juin. Avec le soutien actif de la chancelière allemande Angela Merkel, le Président Nicolas Sarkozy obtient, mais avec beaucoup de difficultés, l'accord de ses autres partenaires pour une nouvelle formulation de la Constitution européenne, désormais présentée comme un « traité simplifié » mais qui conserve l'essentiel du premier projet de Constitution européenne rejeté par les Français et les Néerlandais lorsqu'il leur fut proposé par référendum en 2005.

### Vendredi22 juin
- Des frappes aériennes sont menées par l'OTAN dans la province d'Helmand faisant 45 morts.

### Samedi23 juin
- France : Sihem Habchi est élue par le Conseil national, présidente de l'association Ni putes ni soumises en remplacement de Fadela Amara, entrée au gouvernement.

### Dimanche24 juin
- Liban : Dans la plaine de Khiam, près du village de Marjayoun au sud-est du pays, un attentat ciblé à la roquette cause la mort de six casques bleus espagnols  de la Force intérimaire des Nations unies au Liban (FINUL) « renforcée ».

### Lundi25 juin 2007

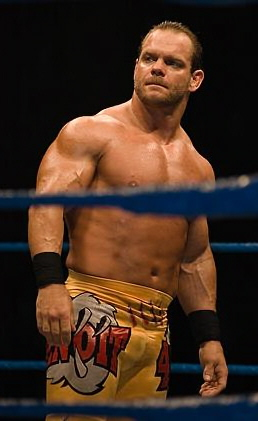
Chris Benoit

- Darfour : À Paris, ouverture de la conférence internationale sur le Darfour en présence de 17 pays dont les États-Unis, la Russie et la Chine, impliquée en tant que principal soutien financier et économique du gouvernement soudanais.
- Canada : Mort du catcheur Chris Benoit (40 ans), suicidé après avoir tué sa femme et son fils de sept ans.
- France : Mort du comédien Claude Brosset (64 ans).

### Mardi26 juin
- France :
  - Jean Veil, l'avocat de l'ancien président de la République Jacques Chirac, dans une interview donnée à Europe 1, estime que son client devrait être « entendu avant le 15 septembre », comme témoin assisté au sujet de l'affaire du financement du RPR d'avant 1995.
  - Ouverture de la XIIIe législature de la Ve République ; le député (UMP) Bernard Accoyer est élu président de l'Assemblée nationale par 314 voix contre 216 pour Marylise Lebranchu (PS).
- Québec : Pauline Marois devient chef du Parti québécois.
- Vatican : Le pape Benoît XVI édite un décret (Motu proprio) revenant à la règle de la majorité des deux-tiers pour l'élection du pape. Cette règle avait été changée par le pape Jean-Paul II en 1996.

### Mercredi27 juin

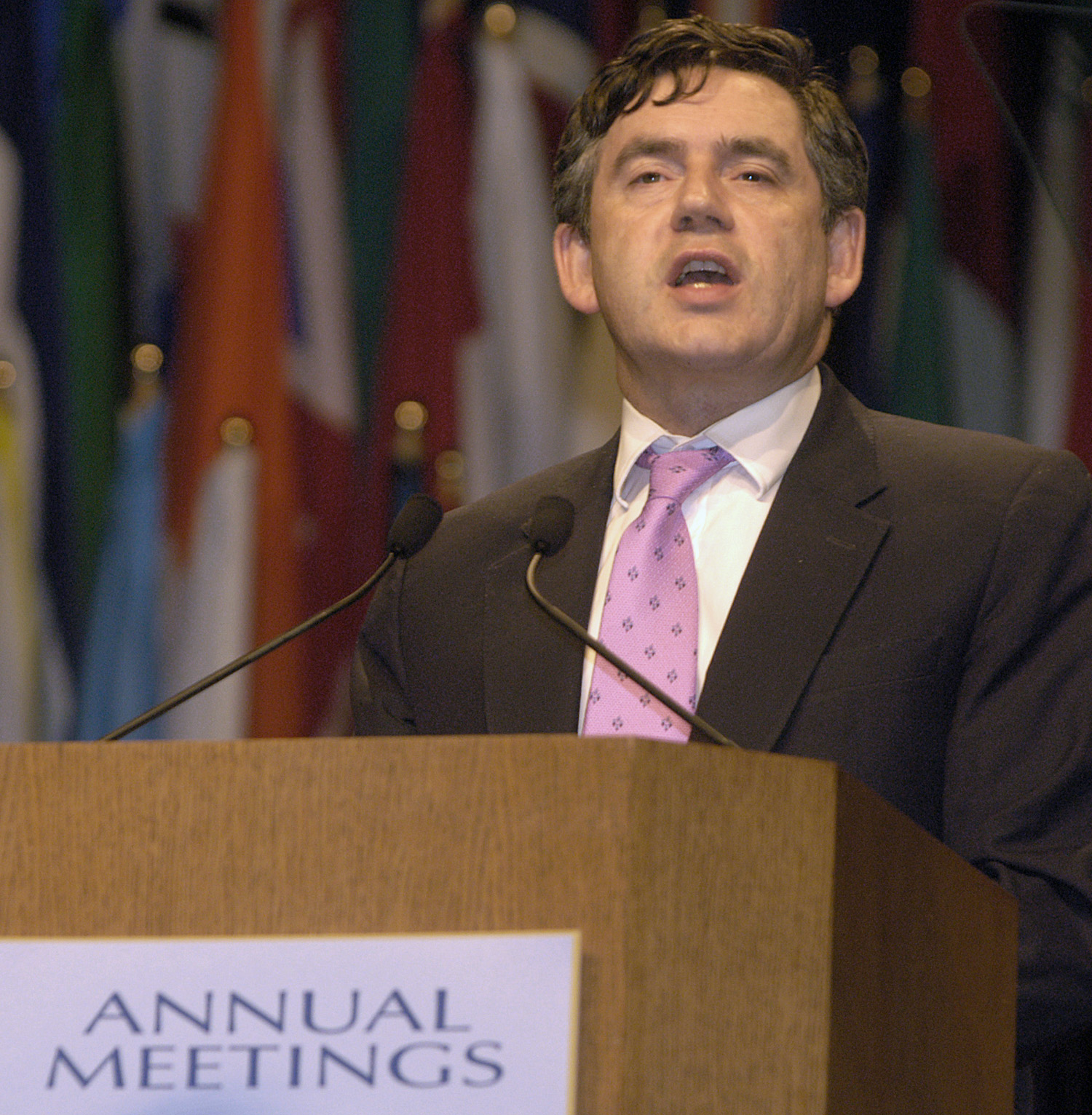
Gordon Brown (juin 2007)

- Archéologie, Égypte : Des recherches confirment qu'une momie retrouvée en 1903 est bien celle de la reine-pharaon Hatchepsout.
- Royaume-Uni : Départ de Tony Blair du 10 Downing Street, Gordon Brown devient le Premier ministre du Royaume-Uni.
- Venezuela : À Caracas, la « Journée de la Presse » est marquée par une manifestation de plusieurs milliers de personnes protestant contre le président Hugo Chávez et réclamant la liberté de la presse. Chavéz se trouvait à Moscou pour acheter cinq sous-marins.

### Jeudi28 juin
- Colombie : Onze otages des FARC sont tués.
- Espace : Lancement de la navette spatiale Endeavour vers l'ISS (mission STS-118).
- Royaume-Uni : Présentation du gouvernement du nouveau Premier ministre, Gordon Brown. Alistair Darling devient le nouveau chancelier de l'Échiquier (ministre des Finances et de l'Économie). Tony Blair est nommé émissaire du Quartet pour le Proche-Orient.
- Venezuela : Le Président Hugo Chávez est en visite officielle en Russie, jusqu'au 30 juin. Son but est un renforcement de la coopération technico-militaire.

### Vendredi29 juin
- Côte d'Ivoire : Échec d'un attentat contre Guillaume Soro, Premier ministre.
- États-Unis : Première mondiale pour la sortie de l'iPhone d'Apple.
- Royaume-Uni : Deux voitures piégées sont découvertes et neutralisées par la police dans le centre de Londres. Les services antiterroristes évoquent la piste d'un groupe islamiste dirigé par un Britannique d'origine indienne, Dhiren Barrot, déjà arrêté en 2004.

### Samedi30 juin
- Hong-Kong : Célébration du retour de Hong Kong sous souveraineté chinoise. Le Président Hu Jintao, venu en personne, offre deux pandas nommés « Ying Ying » ("Prospérité") et « Le Le » ("Bonheur") et déclare : « L'essentiel pour l'économie, c'est l'harmonie et la stabilité », une formule en langue de bois confucéenne que l'on peut traduire par « Restez un phare économique et financier, mais n'attendez pas d'ouverture démocratique ».
- Royaume-Uni : Attentat manqué contre l'aéroport de Glasgow à l'aide d'une Jeep Cherokee qui tente de forcer, comme un bélier, la porte principale de l'aéroport et provoque finalement un incendie spectaculaire.

## Thématique

### Décès
Article détaillé Décès en juin 2007